# Мур, Фред
Фред Ро́берт Мур (англ. Fred Moore; 7 сентября 1911, Лос-Анджелес — 23 ноября 1952, Бербанк) — американский художник-аниматор студии Walt Disney Animation Studios. Несмотря на ограниченную художественную подготовку, он очень быстро получил известность в Disney в начале 1930-х годов благодаря своему огромному природному таланту и привлекательности своих рисунков. Его работами до сих пор восхищаются аниматоры и поклонники анимации. Также известен под прозвищем «Фредди» (англ. Freddie).

## Биография

### Ранняя жизнь и карьера
Мур родился 7 сентября 1911 года в Лос-Анджелесе. В детстве Фред часто отправлял рисунки в журнал для молодежи Los Angeles Junior Times. В старшей школе Фред начал посещать уроки рисования. После окончания школы он начинает работать уборщиком в Chouinard Institute of Art в обмен на вечерние уроки.
Фред попал на работу в студию Disney в августе 1930 года, не имея формального художественного образования. По одной из версий, это произошло следующим образом: аниматор Чак Коуч посоветовал своему другу подать заявку на работу в Disney, но этот друг предложил вместо себя Фреда. Чак отнес несколько рисунков Фредди на студию, и Уолт сразу же их просмотрел. Его коллеги были в восторге от способностей и таланта Фредди. В октябре 1932 года ему стали доверять первые самостоятельные сцены; первой его значительной работой стала короткометражка «Мастерская Санта Клауса». Вторая работа прославила Фреда ещё больше: в мультфильме «Три поросёнка» он впервые в истории анимировал персонажей не в технике «резинового шланга и круга». Свое название техника получила благодаря тому, что в ней конечности двигались гибко и упруго по всей длине (как шланг). Кроме того, основа персонажа строилась из кругов, которые были постоянным каркасом. Поросята на экране выглядели по-настоящему живыми, и Фред получил высокое признание Уолта Диснея.
В декабре 1935 года Фред стал главным аниматором мультфильма «Белоснежка и семь гномов» вместе с Биллом Титлой. Но работа Фреда терялась на фоне эпизодов, сделанных Биллом. Уолт решил помочь Муру вновь стать примером для всех, используя критику в его адрес, а позже — назначив Фредди ведущим аниматором студии.
Фред наиболее известен как специалист по анимации Микки Мауса, в частности — за редизайн этого персонажа в 1938 году в эпизоде «Ученик чародея» мультфильма «Фантазия». Этот образ остается официальным обликом Микки по сей день. Его анимация более раннего дизайна Микки Мауса особенно запомнилась в короткометражке 1938 года «Маленький храбрый портняжка» — последнем значительном появлении «пучеглазого» Микки. Но к моменту этого успеха из-за беспечного отношения Уолт понизил Мура до аниматора.
Другие значимые работы Мура: анимация большей части сцен с Фитилём в «Пиноккио» (вся сцена в бильярдной и до середины его превращения в осла) и мышонка Тимоти в «Дамбо». Считается, что Фитиль, у которого были рыжие волосы и торчащие зубы, был карикатурой Фреда Мура на самого себя. Мур анимировал некоторые сцены с мышами из «Золушки», некоторые сцены с устрицами, более поздние сцены с Белым Кроликом из «Алисы в Стране чудес» и русалок для «Питера Пэна».
Мур был хорошо известен в студии своими рисунками невинно привлекательных, часто обнаженных женщин, которых называли «девушками Фредди Мура». Некоторые из его женских образов нашли отражение в фильмах Disney: например, кентавры в «Фантазии» и девочки-подростки в эпизоде «Все коты с нами» в мультфильме «Сыграй мою музыку» (Мур лично анимировал эпизод в начале, когда девушка отвечает на телефонный звонок, а затем быстро принимает душ и одевается, вплоть до сцены, где она красит губы перед зеркалом). Влияние Мура также можно увидеть в дизайне дочерей Кейси в короткометражке 1954 года «И снова о Кейси». Его искусство «хорошей девочки» остается культовым и влиятельным. На модельном листе Ариэль в фильме 1989 года «Русалочка» были указаны конкретные различия между дизайном этого персонажа и «девушкой Фредди Мура».
Рисунки и дизайнерский стиль Мура стали олицетворением лет становления студии в период между уходом Аба Айверкса в 1930 году и появлением «Девятки диснеевских стариков», после чего в дизайне студии доминировали аниматор Милт Каль с художником по раскадровке Билл Пит, а позже художник-постановщик Кен Андерсон. В 1930-е годы Мур, Арт Бэббит, Норм Фергюсон, Билл Титла и Хэм Ласк были ведущими аниматорами Walt Disney Animation Studios, чья новаторская работа достигла кульминации в 1937 году с появлением «Белоснежки и семи гномов».
Мур был близким другом коллег-аниматоров Уорда Кимбалла и Уолта Келли, хотя Фред имел более тихий и сдержанный характер, чем любой из них. На многих сохранившихся рисунках Келли, относящихся к периоду «Пиноккио», Кимбалл изображен в роли продажного Фитиля, а мальчишка Мур — в роли Пиноккио. Мур и Кимбалл также были карикатурно изображены как танцующие парни в короткометражке 1941 года «В стиле 90-х». Мур ненадолго (и незаметно) появляется вживую в полнометражном фильме 1941 года «Несговорчивый дракон» вместе с Кимбаллом и Нормом Фергюсоном во время одного из туров по студии. Кимбалл самостоятельно заканчивал некоторые сцены фильма, когда Мур был слишком пьян.
Мур мало рассказывал о своей семье. Его дочерей звали Сью Мур и Мелинда Мур. Позже Сью вышла замуж и родила ещё одну дочь по имени Келли Холл. Мелинда вышла замуж и родила двоих детей.

### Краткая отставка и возвращение
Работа над мультфильмом «Дамбо» стала для Мура тяжёлым испытанием. Он завёл дурные привычки и начал систематически выпивать. В августе 1946 года Уолт принял своё самое трудное решение: уволить Фреда из-за его алкоголизма.
Через бывшего аниматора Диснея Дика Ланди Фред Мур был нанят в Walter Lantz Productions, где он изменил дизайн дятла Вуди и Энди Панды. В 1948 году, через два года, Мур вернулся в Disney из-за того, что Ланц временно закрыл свою студию из-за финансовых проблем.

### Авария и смерть
Мур уже работал над анимацией русалок и потерянных мальчиков для «Питера Пэна», когда рано вечером в субботу, 22 ноября 1952 года, он и его вторая жена, Вирджиния, пострадали в дорожно-транспортном происшествии: их автомобиль столкнулся лоб в лоб с другим во время разворота на сельском шоссе возле Национального заповедника Анджелес. Сообщается, что они возвращались после дня, проведенного за просмотром игры в американский футбол с коллегой Джеком Кинни. Мур умер на следующий день от кровоизлияния в мозг, возникшего в результате сотрясения, в больнице Святого Джозефа в Бербанке, расположенной через дорогу от студии Disney. Мур похоронен на кладбище Голливуд-Хиллз на участке с видом на Disney Studios.
В 1983 году Фред Мур посмертно получил премию Уинзора Маккея, а в 1995 году — премию «Легенды Диснея».

## Фильмография
| Год       | Название                                            | Указан в титрах как                                   | Персонажи  |
| --------- | --------------------------------------------------- | ----------------------------------------------------- | ---------- |
| 1937      | Белоснежка и семь гномов                            | Аниматор-супервайзер                                  |            |
| 1940      | Пиноккио                                            | Режиссёр анимации                                     |            |
| 1940      | Фантазия                                            | Аниматор-супервайзер («Ученик чародея» и «Пастораль») |            |
| 1941      | Несговорчивый дракон                                | Аниматор                                              |            |
| 1941      | Дамбо                                               | Режиссёр анимации                                     |            |
| 1943      | Салют, друзья!                                      | Аниматор                                              |            |
| 1945      | Три кабальеро                                       | Аниматор                                              |            |
| 1946      | Сыграй мою музыку                                   | Аниматор                                              |            |
| 1947      | Весёлые и беззаботные                               | Режиссёр-аниматор                                     |            |
| 1948      | Шляпник                                             | Аниматор                                              | Дятел Вуди |
| 1948      | Шалунишка (Wacky-Bye Baby)                          | Аниматор                                              | Дятел Вуди |
| 1948      | Игры с пеликаном                                    | Аниматор                                              | Энди Панда |
| 1948      | Pixie Picnic                                        | Аниматор                                              |            |
| 1948      | Мокрая всеобщая лотерея                             | Аниматор                                              | Дятел Вуди |
| 1948      | Сумасбродство и Вуди!                               | Аниматор                                              | Дятел Вуди |
| 1949      | Приключения Икабода и мистера Тоада                 | Аниматор персонажей                                   |            |
| 1950      | Золушка                                             | Аниматор персонажей                                   |            |
| 1950      | Отважный машинист                                   | Аниматор                                              |            |
| 1951      | Несбывшиеся мечты Плуто                             | Аниматор                                              |            |
| 1951      | Алиса в Стране чудес                                | Аниматор персонажей                                   |            |
| 1951      | Енот и Плуто                                        | Аниматор                                              |            |
| 1951      | Отцы тоже люди                                      | Аниматор                                              |            |
| 1952      | Вечеринка Плуто                                     | Аниматор                                              |            |
| 1952      | Новогодняя ёлка Плуто                               | Аниматор                                              |            |
| 1953      | Питер Пэн                                           | Аниматор персонажей                                   |            |
| 1953      | Простые вещи                                        | Аниматор                                              |            |
| 1953      | Футбол, сейчас и тогда                              | Аниматор                                              |            |
| 1954      | И снова о Кейси                                     | Аниматор                                              |            |
| 1957—1979 | Walt Disney’s Wonderful World of Color (телесериал) | Аниматор (6 эпизодов)                                 |            |
| 1980      | Mickey Mouse Disco                                  | Аниматор                                              |            |
| 1987      | The Puppetoon Movie                                 | Художник-кукольник                                    |            |
| 1995      | Фрэнк и Олли                                        | Карикатурист                                          |            |
| 2000      | Фантазия 2000                                       | Аниматор-супервайзер («Ученик чародея»)               |            |